# آرني تودي
آرني تودي (بالألمانية: Arne Tode)‏ مواليد 30 يونيو 1985 في برغن آوف روغن، ألمانيا الشرقية، هو متسابق دراجات نارية ألماني. نافس في بطولة العالم للسوبرسبورت.

## وصلات خارجية
- آرني تودي على موقع MotoGP.com (الإنجليزية)
- آرني تودي على موقع WorldSBK.com (الإنجليزية)

- الموقع الإلكتروني